# Буди-Барчонцькі
Буди-Барчонцькі (пол. Budy Barcząckie) — село в Польщі, у гміні Мінськ-Мазовецький Мінського повіту Мазовецького воєводства.
Населення — 527 осіб (2011).
У 1975-1998 роках село належало до Седлецького воєводства.

## Демографія
Демографічна структура станом на 31 березня 2011 року:
|          | Загалом | Допрацездатний вік | Працездатний вік | Постпрацездатний вік |
| -------- | ------- | ------------------ | ---------------- | -------------------- |
| Чоловіки | 268     | 66                 | 176              | 26                   |
| Жінки    | 259     | 61                 | 157              | 41                   |
| Разом    | 527     | 127                | 333              | 67                   |